# Eden (2001)
Eden is een Italiaans-Israëlisch-Franse romantisch oorlogs-drama uit 2001 onder regie van Amos Gitai. De film is gebaseerd op het boek Homely Girl van Arthur Miller en werd genomineerd voor de Gouden Leeuw van het Filmfestival van Venetië.

## Verhaal
De film gaat over het begin van de joodse staat (het huidige Israël) en speelt zich af in Palestina in 1939, vlak voor het begin van de Tweede Wereldoorlog. De jonge zakenman Kalman verlaat zijn vader en zijn ouderlijk huis in Europa om een nieuw leven op te bouwen in Palestina. Zijn zus Samantha is getrouwd met een architect en woont daar al, en ze verschillen nogal van elkaar wat betreft politieke opvattingen over een joodse staat. Als de Tweede Wereldoorlog uitbreekt, komen er steeds meer joodse vluchtelingen naar Palestina, dat op dat moment nog een mandaatgebied van Groot-Brittannië is. De Britse soldaten daar zetten regelmatig illegale vluchtelingen uit naar Europa. Een joodse vrouw probeert de Britten te dwarsbomen door bomaanslagen te plegen. Zij wordt echter opgepakt.

## Rolverdeling
| Acteur          | Personage |
| --------------- | --------- |
| Samantha Morton | Sam       |
| Thomas Jane     | Dov       |
| Luke Holland    | Kalkovsky |
| Daphna Kastner  | Silvia    |
| Danny Huston    | Kalman    |
| Arthur Miller   | Father    |